# 贝克福德塔
贝克福德塔（Beckford's Tower）最初称为兰斯当塔（Lansdown Tower）"，是一座新古典主义建筑，就在英格兰萨默塞特郡巴斯城外的兰斯当山（Lansdown Hill）上。塔楼及栏杆列为I级登录建筑，并且与毗邻的兰斯当公墓一起，列入国家历史公园和花园名录。
这座塔是为威廉·托马斯·贝克福德（WilliamThomasBeckford）建造的，他是一位富有的小说家、收藏家和艺术评论家，设计者是亨利·古德里奇（Henry Goodridge），完成于1827年。贝克福德将它用作图书馆和休闲场所，顶部的穹顶作为观景楼，可欣赏周围乡村的美景。位于塔楼底部的意大利建筑设有客厅和图书馆。贝克福德在兰斯当新月（Lansdown Crescent）的房子与塔楼之间的广阔空间，布置了景观和绿化。
威廉·贝克福德有能力建造和收藏，是因为他继承的财富，并作为种植园和奴隶主继续积累，以及他在废除奴隶制后从政府获得的赔偿。贝克福德塔博物馆的展品探索了他生活的这一方面。
贝克福德于1844年去世后，塔楼和土地捐赠给沃尔科特堂区，建立了一个墓地，红色客厅改建为教堂。1931年，这座房子和塔楼被大火烧毁，呼吁公众为修复房屋和塔楼提供资金。1992年，墓地关闭。次年，此处为巴斯保护信托基金收购，进行了大规模的翻修。现在，博物馆里展示当年为塔楼制作的家具，以及绘画、版画和物品，反映贝克福德作为作家、收藏家和艺术赞助人的一生。

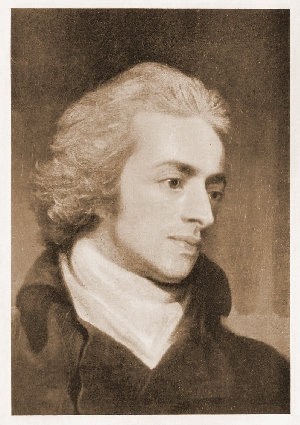
威廉·托马斯·贝克福德

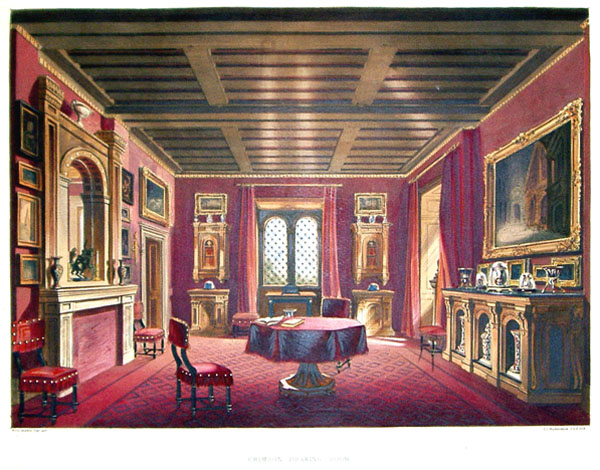

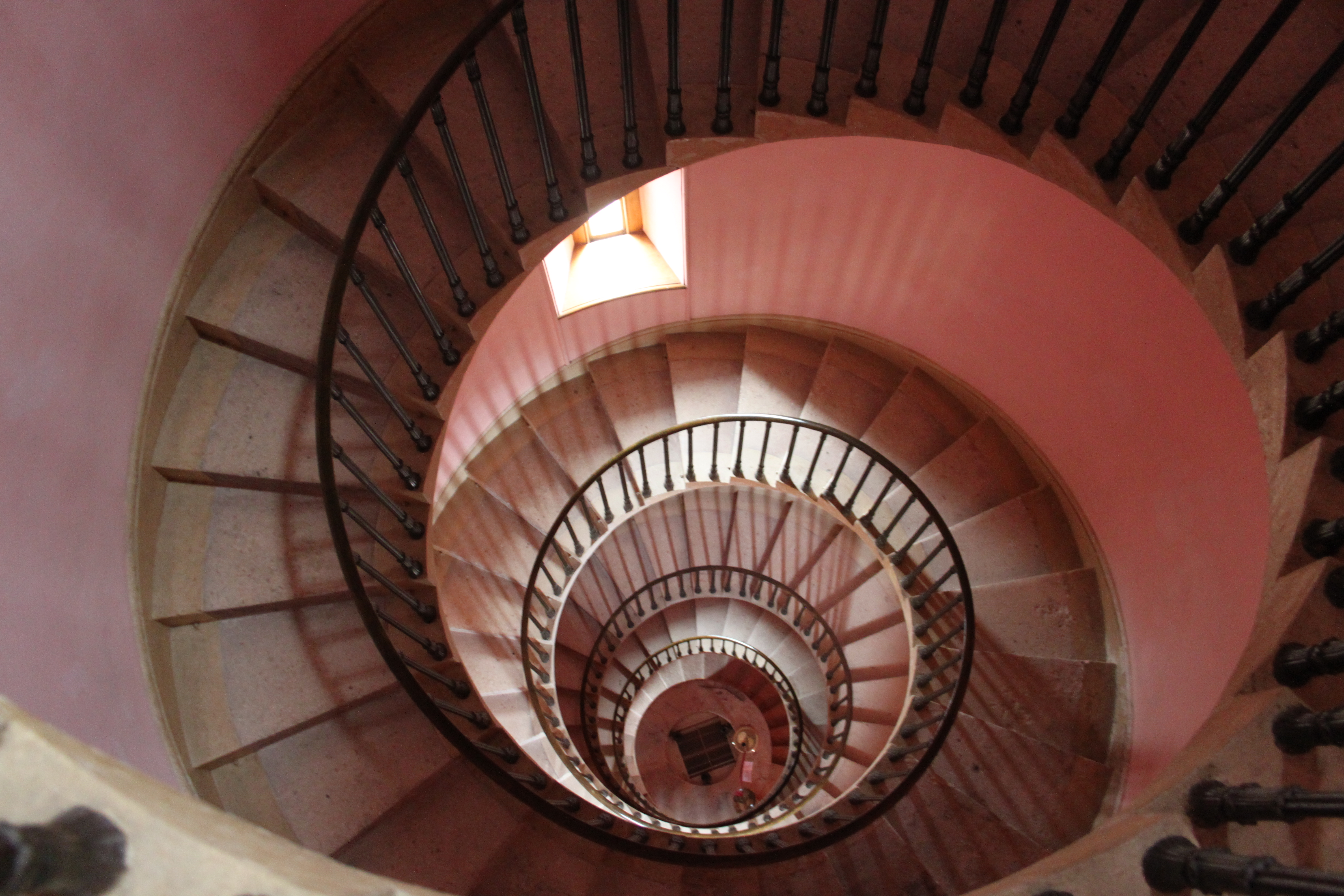
螺旋形楼梯

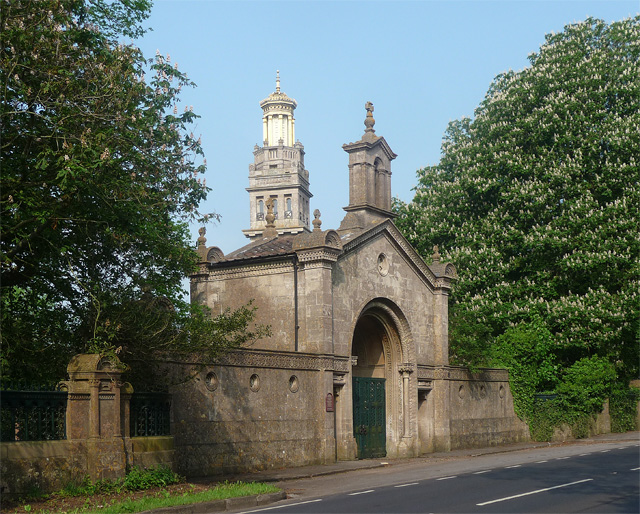
入口，背景为塔顶

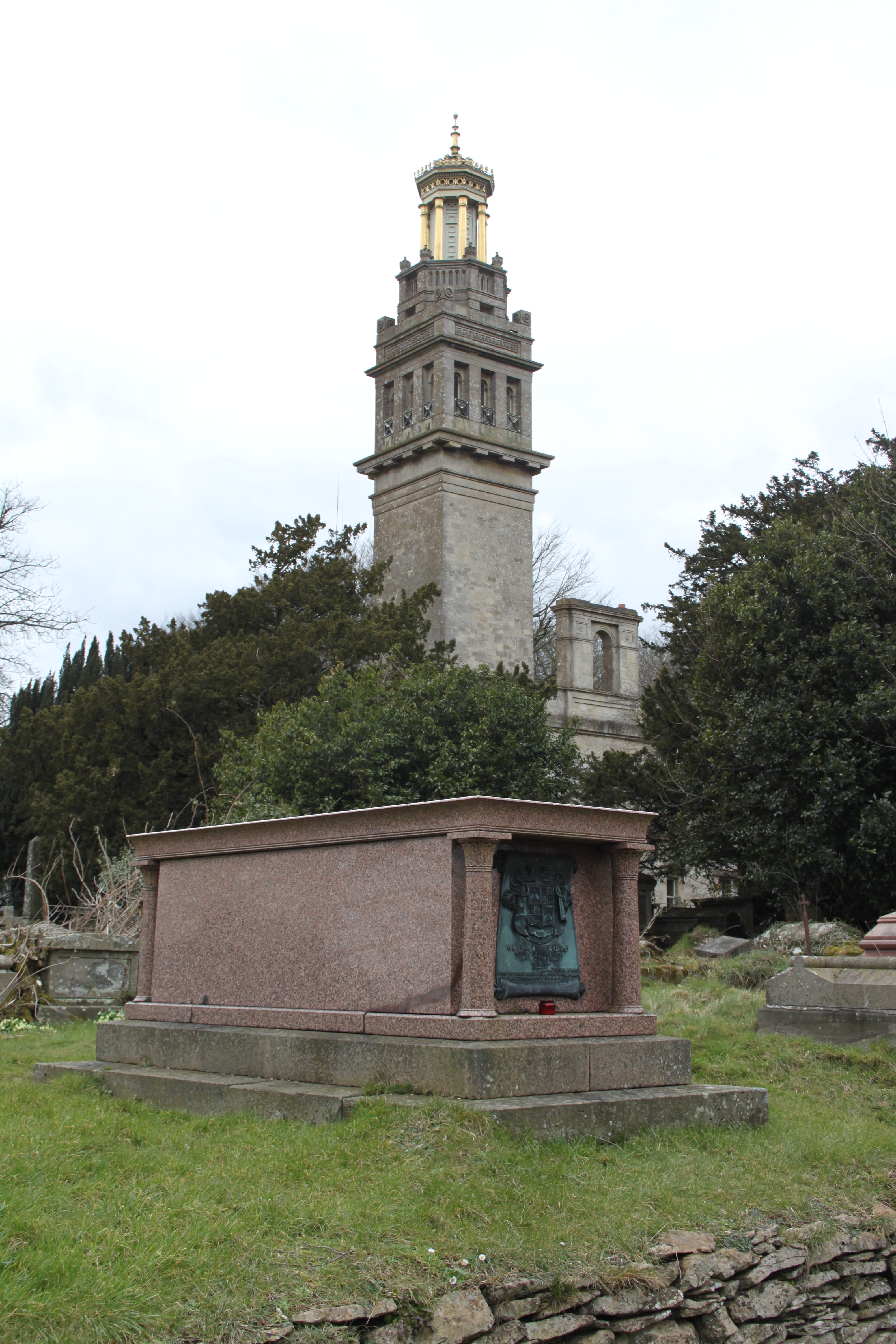
塔楼前的贝克福德墓